# Zajednica Talijana u Zagrebu
Talijanska Unija - Zajednica Talijana u Zagrebu (talijanski: Unione Italiana - Comunita’ Degli Italiani di Zagabria) je udruga Talijana koji prebivaju u Zagrebu i koja djeluje na području Grada Zagreba. Član je Talijanske Unije Hrvatske i Slovenije, te surađuje s ostalim Zajednicama i drugim talijanskim institucijama u Hrvatskoj. Osnovana je 2007. godine.

## Povijest zajednice
Talijani u Zagrebu su podrijetlom iz Istre, Kvarnera, Dalmacije, zapadne Slavonije i Italije koji su zbog obiteljskih ili poslovnih razloga došli u Zagreb, osjetili su potrebu za udruživanjem. Zajednica Talijana u Zagrebu formirana je 23 ožujka 2007. godine. Na prvoj skupštini je napravljen statut, izabran nadzorni odbor, te je Giovanni Mucciacciaro izabran kao prvi predsjednik Zajednice. Mucciacciara je nakon četiri godine na čelu Zajednice naslijedila Daniela Dapas, sadašnja predsjednica.

## Osnovni ciljevi
Statut Zajednice Talijana u Zagrebu određuje da su osnovni ciljevi Zajednice:
- afirmacija specifičnih prava i zadovoljavanje svekolikih nacionalnih kulturnih, ekonomskih i društvenih interesa svojih članova;
- afirmacija subjektivnosti Talijanske nacionalne zajednice i njenih struktura, očuvanje, promocija i razvitak nacionalnog, kulturnog i jezičnog identiteta svojih članova i općenito Talijanske nacionalne zajednice na području njene nadležnosti;
- postizanje jednakosti ustavno- pravnog tretmana kao i potpuno ostvarenje prava Talijanske nacionalne zajednice na najvišem postignutom nivou, s obzirom na njenu autohtonost u smislu važećih ustavno-pravnih propisa, međunarodnih ugovora kao i stečenih prava.[1]

## Odjeli i aktivnosti
Današnja Zajednica Talijana u Zagrebu je podjeljenja na razne odjele, koji se bave organiziranjem raznih kulturnih i društvenih aktivnosti i događanja. Odjeli su:
- Odjel za umjetnost i kulturu, koji se bavi organiziranjem kulturnih događanja, druženja, te putovanja u Italiju i razna područja Hrvatske;
- Obrazovanje i školstvo, koji se bavi s organiziranjem tečajeva Talijanskog jezika i igraonice za djecu;
- Izdavaštvo, koji se bavi uređivanjem ˝Susreti˝ (tal. ˝Incontri˝), dvogodišnji časopis Zajednice, koji se izdaje na Hrvatskom i na Talijanskom jeziku;
- Medije, koji se bavi s odnosima s javnošću;
- Sport;
- Informatika;
- Sveučilište i znanstvena istraživanja i
- Humanitarne aktivnosti.

## Također pogledajte
- Talijani u Hrvatskoj
- Manjinski jezici u Hrvatskoj

## Vanjske poveznice
- Zajednica Talijana u Zagrebu
- [neaktivna poveznica]
- Italiani a Zagabria (Predstavnik talijanske nacionalne manjine Grada Zagreba)